# 基隆廳

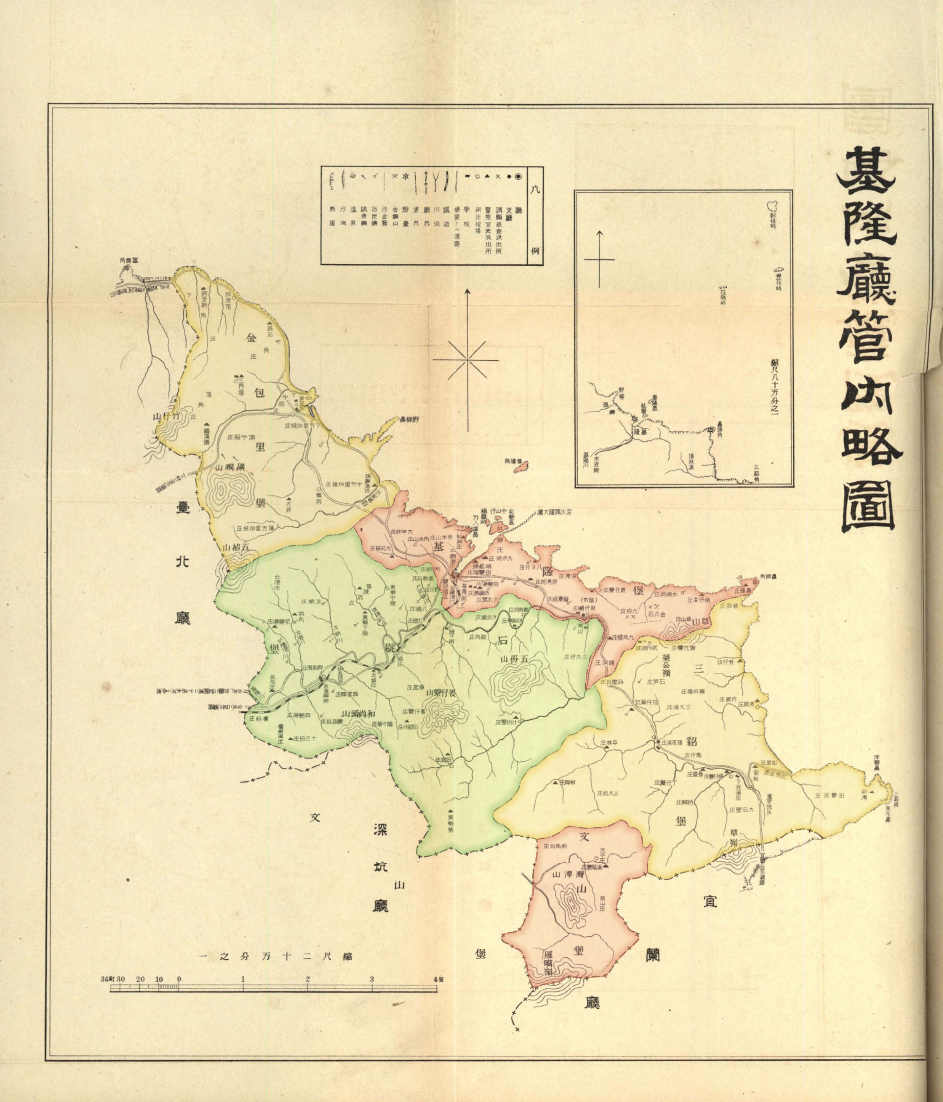
1908年基隆廳管內略圖

基隆廳（日语：〔〕／ Kiirun chō */?），為臺灣歷史上的行政區劃之一，分別存在於清治時代及日治時代。基隆廳最初於清光緒元年12月20日（1876年1月16日）奏准設立，隸屬於臺北府之下，此行政區劃名稱持續至1895年4月17日《馬關條約》簽定，清朝將台灣割讓予日本，台灣總督府將「臺北府基隆廳」改設「台北縣基隆支廳」為止；所轄範圍約為今基隆市及基隆北海岸以及新北市的汐止區等區域。日本明治三十四年（1901年），臺灣總督府再設基隆廳，明治四十二年（1909年）則再併入臺北廳內。

## 沿革

### 清代
沈葆楨奏請新設臺北府，並將淡水廳分割成淡水縣、基隆廳與新竹縣，清光緒元年12月20日（1876年1月16日），奏准設基隆廳，置通判，兼理通商煤務。光緒十三年（1887年）9月8日，奏准將東北四堡，即基隆堡、石碇堡、金包里堡、三貂堡撥歸基隆廳管轄。以「南港口」為淡水縣、基隆廳界，並以草嶺為基隆廳、宜蘭縣交界。光緒十四年（1888年），四堡之地及附屬島嶼正式歸基隆廳管轄。1893年人口約88,000人。

### 日治時代
臺灣總督府在1895年6月17日舉行始政式後開始民政事務，並於之後在罾仔藔街開設臺北縣基隆支廳。1897年7月1日，基隆支廳改為基隆、水返腳、金包里、頂雙溪辨務署。明治三十四年(1901年)11月11日，台灣總督府以辦務署負責地方政務，而縣及廳介於總督府與辦務署之間，造成行政事務上的欠缺靈活 ，而廢止「三縣四廳」，設「二十廳」之行政單位，將台北縣屬基隆支廳復成立基隆廳，管轄基隆、金包里、三貂、石碇等四堡及文山堡部分地區，劃分為廳直隸及瑞芳、金包里、水返腳、頂雙溪支廳，並將各街庄分為1至24區及水上管區。1903年11月1日，基隆廳實施街庄整併，並改為23個數字分區。1905年7月1日，分區調整並改為地名之區名。
明治42年(1909年)10月，台灣總督府將原有之二十廳，廢止合為十二廳，合併台北、基隆二廳及深坑廳之一部分為台北廳。
| 堡名          | 1896年3月      | 1897年6月    | 1898年6月    | 1899年6月    | 1900年9月  | 1901年11月 | 1901年11月 | 1909年10月 | 1909年10月 |
| ------------- | -------------- | ------------ | ------------ | ------------ | ---------- | ---------- | ---------- | ---------- | ---------- |
| 基隆堡        | 台北縣基隆支廳 | 基隆辨務署   | 基隆辨務署   | 基隆辨務署   | 基隆辨務署 | 基隆廳     | 直轄       | 台北廳     | 基隆支廳   |
| 基隆堡        | 台北縣基隆支廳 | 基隆辨務署   | 基隆辨務署   | 基隆辨務署   | 基隆辨務署 | 基隆廳     | 瑞芳支廳   | 台北廳     | 瑞芳支廳   |
| 石碇堡        | 台北縣基隆支廳 | 水返腳辨務署 | 水返腳辨務署 | 水返腳辨務署 | 基隆辨務署 | 基隆廳     | 瑞芳支廳   | 台北廳     | 瑞芳支廳   |
| 石碇堡        | 台北縣基隆支廳 | 水返腳辨務署 | 水返腳辨務署 | 水返腳辨務署 | 基隆辨務署 | 基隆廳     | 水返腳支廳 | 台北廳     | 水返腳支廳 |
| 金包里堡      | 台北縣基隆支廳 | 金包里辨務署 | 基隆辨務署   | 基隆辨務署   | 基隆辨務署 | 基隆廳     | 金包里支廳 | 台北廳     | 金包里支廳 |
| 三貂堡        | 台北縣基隆支廳 | 頂雙溪辨務署 | 頂雙溪辨務署 | 基隆辨務署   | 基隆辨務署 | 基隆廳     | 頂雙溪支廳 | 台北廳     | 頂雙溪支廳 |
| 文山堡 (部分) | 台北縣直轄     | 景尾辨務署   | 景尾辨務署   | 基隆辨務署   | 基隆辨務署 | 基隆廳     | 頂雙溪支廳 | 台北廳     | 頂雙溪支廳 |

## 行政區劃
| 直轄/支廳  | 直轄/支廳位置    | 區     | 區       | 管轄區域 | 管轄區域 |
| 直轄/支廳  | 直轄/支廳位置    | 1903年 | 1905年   | 堡里     | 街庄 (1903年整併前街庄) |
| ---------- | ---------------- | ------ | -------- | -------- | --- |
| 廳直隸     | 基隆街義重橋     | 第1區  | 基隆區   | 基隆堡   | 基隆街（罾仔藔街、新店街、後井仔街、媽祖宮口街、和興頭街、崁仔頂街、福德街、玉田街、新興街、草店尾街、石牌街、義重橋街、鼻仔頭街、三沙灣庄）、仙洞庄（仙洞庄、內外球庄）、牛稠港庄、石硬港庄（石硬港庄、魴頂庄）、田藔港庄、大水窟庄、大沙灣庄、社藔庄（社藔庄、土地公澳庄八尺門）、深澳坑庄（深澳坑庄、槓仔藔庄）、八斗仔庄（八斗仔庄、土地公澳庄土地公澳、土地公澳庄藍投郊、砂仔園庄砂仔園、砂仔園庄牛稠嶺）、獅球嶺庄 |
| 廳直隸     | 基隆街義重橋     | 第2區  | 基隆區   | 基隆堡   | 大武崙庄（大武崙庄、大武崙澳底庄）、蚵殼港庄、內木山庄、外木山庄、大竿林庄 |
| 瑞芳支廳   | 柑仔瀨庄柑仔瀨   | 第3區  | 瑞芳區   | 基隆堡   | 柑仔瀨庄（瑞芳街、苧仔潭庄）、龍潭堵庄、深澳庄（深澳堵庄、深澳庄）、鼻頭庄、焿仔藔庄、九份庄（九份庄、金瓜石庄）、九芎橋庄、猴硐庄、南仔吝庄（南仔吝庄、哩咾庄）、水南洞庄（水湳洞庄）、草山庄 |
| 瑞芳支廳   | 柑仔瀨庄柑仔瀨   | 第21區 | 魚坑區   | 石碇堡   | 魚坑庄（尪仔上天庄、大藔庄、八份藔庄、魚坑庄、坑仔內庄、頂平庄、滴水仔庄）、四腳亭庄（四腳亭坑庄、四腳亭埔庄、四腳亭庄、粗坑庄）、大坑埔庄（大坑內庄、大坑埔庄）、三爪仔庄（蛇仔形庄、員山仔庄、中坑庄、烏塗窟庄、竪石庄、柴藔仔庄、三瓜仔庄、三瓜仔坑庄、新路尾庄、魚藔仔庄） |
| 水返腳支廳 | 水返腳街水返腳   | 第14區 | 水返腳區 | 石碇堡   | 水返腳街（水返腳街、街后庄、下藔庄）、保長坑庄、鄉長厝庄（鄉長厝庄、過港庄） |
| 水返腳支廳 | 水返腳街水返腳   | 第15區 | 水返腳區 | 石碇堡   | 十三份庄、橫科庄、康誥坑庄、白匏湖庄（白匏湖仔庄）、樟樹灣庄（蕃仔藔庄、樟樹灣庄） |
| 水返腳支廳 | 水返腳街水返腳   | 第16區 | 水返腳區 | 石碇堡   | 北港庄（新山庄、五指山庄、北港烘內庄、柯仔林庄、北港口庄）、社後庄、叭嗹港庄（車坪藔庄、雙溪口庄、叭嗹港口庄） |
| 水返腳支廳 | 水返腳街水返腳   | 第19區 | 水返腳區 | 石碇堡   | 鵠鵠崙庄（小坑庄、鵠鵠崙庄）、茄苳腳庄、石硿仔庄（作埤內庄、石硿仔庄）、姜仔藔庄（姜仔藔庄、石壁仔庄） |
| 水返腳支廳 | 水返腳街水返腳   | 第17區 | 瑪陵坑區 | 石碇堡   | 瑪陵坑庄（東勢庄、西勢庄）、友蚋庄（友蚋港口庄、鹿藔庄、十四坑庄、樟空湖庄、七份藔庄、赤皮湖庄、興化坑庄）、鶯歌石庄（石皮瀨庄、石厝坑庄、新山庄、鶯歌石庄） |
| 水返腳支廳 | 水返腳街水返腳   | 第18區 | 五堵區   | 石碇堡   | 五堵庄（下埤庄、五堵庄）、六堵庄、七堵庄、草濫庄 |
| 水返腳支廳 | 水返腳街水返腳   | 第20區 | 暖暖區   | 石碇堡   | 暖暖庄（東勢坑庄、西勢坑庄、外西勢庄、暖暖街）、碇內庄（碇內庄、溪西股庄）、八堵庄、港口庄（港仔內庄） |
| 水返腳支廳 | 水返腳街水返腳   | 第22區 | 什份藔區 | 石碇堡   | 什份藔庄（望古坑庄、頂藔仔庄、粗坑庄、石灼坑庄、乾坑庄、平溪仔庄、幼坑庄、南山坪庄、六份庄、五份庄、新藔庄、石硿仔庄、大湖庄、番仔坑庄、什份藔庄、月桃藔庄） |
| 水返腳支廳 | 水返腳街水返腳   | 第23區 | 石底區   | 石碇堡   | 石底庄（東勢格庄、嶺腳藔庄、石笋尖庄、番仔坑庄、冬瓜藔坑庄、芋蓁坑庄、火燒藔庄、石底庄、白石腳庄、菁桐坑庄、平溪仔庄、柴橋坑庄、芋蓁林庄、薯榔藔庄） |
| 金包里支廳 | 下中古庄金包里街 | 第4區  | 金包里區 | 金包里堡 | 下中股庄（南勢湖庄、磺溪仔庄焿仔坪、磺溪仔庄後湖仔、磺溪仔庄大磺仔、南勢庄、公館崙庄、水尾庄、磺港庄、金包里街、崙仔頂庄）、下萬里加投庄（員潭仔庄、八斗庄、萬里加投庄、磺溪仔庄磺溪仔、磺溪仔庄磺溪底、焿仔坪庄、公館崙庄公館崙、尪仔上天庄、二坪庄坑頭） |
| 金包里支廳 | 下中古庄金包里街 | 第5區  | 金包里區 | 金包里堡 | 頂中股庄（三重橋庄、大孔尾庄、林口庄）、頂角庄（磺溪頭庄、竹仔山腳庄、倒照湖庄、六股庄、三界壇庄、西勢湖庄半嶺仔）、中角庄（清水庄、西勢湖庄尖石庄、西勢湖庄西勢湖、跳石庄、五爪崙庄大水堀） |
| 金包里支廳 | 下中古庄金包里街 | 第6區  | 阿里荖區 | 金包里堡 | 下角庄（阿里荖庄、五爪崙庄竹仔湖、五爪崙庄五爪崙、阿里磅小坑庄、阿里磅庄、石門庄） |
| 金包里支廳 | 下中古庄金包里街 | 第7區  | 瑪鋉區   | 金包里堡 | 頂萬里加投庄（鹿堀坪庄、溪底庄、土地公坑庄、大坪崙仔庄、崁腳庄）、中萬里加投庄（大坪庄、粗坑庄、二坪庄、瑪鍊港內庄、瑪鍊港口庄、龜吼庄、野柳庄） |
| 頂雙溪支廳 | 頂雙溪庄頂雙溪街 | 第8區  | 頂雙溪區 | 三貂堡   | 頂雙溪庄（頂雙溪街、九份坑庄、苕古坑庄）、魚行庄（魚桁庄）、武丹坑庄（粗坑庄、牡丹坑庄、尪仔崙坑庄）、石壁坑庄、三叉港庄、石笋庄（石笋庄石笋）、燦光藔庄（石笋庄燦光藔）、平林庄（內平林庄、外平林庄、蔴竹坑庄、後蕃仔坑庄） |
| 頂雙溪支廳 | 頂雙溪庄頂雙溪街 | 第9區  | 頂雙溪區 | 三貂堡   | 柑腳庄（柑腳城庄）、三叉坑庄 |
| 頂雙溪支廳 | 頂雙溪庄頂雙溪街 | 第10區 | 槓仔藔區 | 三貂堡   | 槓仔藔庄（槓仔藔庄、內打林庄、楣竹藔庄、內藔仔庄）、丁仔蘭庄、大石壁坑庄（外打林庄）、長潭庄（部分長潭庄）、枋腳庄（部分長潭庄） |
| 頂雙溪支廳 | 頂雙溪庄頂雙溪街 | 第11區 | 槓仔藔區 | 三貂堡   | 下雙溪庄、遠望坑庄、田藔洋庄（萊萊庄、福隆庄、福連庄、新社庄） |
| 頂雙溪支廳 | 頂雙溪庄頂雙溪街 | 第12區 | 澳底區   | 三貂堡   | 澳底庄（部分澳底庄）、丹裡庄（部分澳底庄、丹里庄、文秀坑庄）、橯洞庄（蚊仔坑庄、龍洞庄）、雞母嶺庄、社里庄（水漲港庄、舊社庄） |
| 頂雙溪支廳 | 頂雙溪庄頂雙溪街 | 第13區 | 大平區   | 文山堡   | 大平庄、烏山庄（灣潭庄、部分溪尾藔庄）、溪尾藔庄（部分溪尾藔庄）、料角坑庄（部分溪尾藔庄） |

## 歷任首長

### 廳長
| 任次 | 肖像 | 姓名 (生–卒)     | 在任時間       | 在任時間       | 備註 |
| ---- | ---- | ---------------- | -------------- | -------------- | ---- |
| 1    |      | 山名金明 (？–？) | 1901年11月11日 | 1906年1月26日  |      |
| 2    |      | 橫澤次郎 (？–？) | 1906年1月26日  | 1908年5月23日  |      |
| 3    |      | 脇本彬 (？–？)   | 1908年5月23日  | 1908年8月3日   |      |
| 4    |      | 曾禰吉彌 (？–？) | 1908年8月3日   | 1909年10月23日 |      |

#### 附註
1. ↑  原民政部總務局外事課長。
2. ↑  轉任澎湖廳長。

### 支廳長
- 瑞芳支廳長：庄田義行（1902年）、山下六郎（1903年~1904年）、石川文次郎（1905年~1909年）
- 水返腳支廳長：福山友近（1902年）、福田豐喜（1903年~1904年）、生野猪六（1905年~1907年）、田所實（1908年~1909年）
- 金包里支廳長：中島昇（1902年）、渡邊八右衛門（1903年~1904年）、城與熊（1905年）、新井榮吉（1906年）、山浦文三郎（1907年~1908年）、室屋萬兵衛（1909年）
- 頂雙溪支廳長：吉川楠太郎（1902年~1905年）、城與熊（1906年）、新井榮吉（1907年~1909年）[7]

## 設施
- 稅關
  - 基隆稅關支署（位於二沙灣）
  - 金包里稅關監視署（位於磺港）
  - 舊社稅關監視署（位於舊社）

- 郵局
  - 基隆郵便局
  - 瑞芳郵便局
  - 金包里郵便局
  - 頂雙溪郵便局
  - 金瓜石郵便出張所
  - 水返腳郵便出張所
  - 基隆波止場郵便出張所
  - 基隆哨船頭郵便受取所
- 醫療設施
  - 基隆醫院（位於田藔港庄）
  - 基隆衛戍病院（位於獅球嶺庄）
  - 基隆婦人病院（位於田藔港庄）
  - 基隆避病院（位於田藔港庄）
- 軍事設施
  - 基隆要塞司令部（位於大沙灣庄）
  - 基隆重砲兵大隊（位於獅球嶺庄）
  - 台灣陸軍經理部基隆派出所（位於二沙灣）
  - 臺灣憲兵隊基隆分派遣所（位於哨船頭）
  - 陸軍省築城部基隆支部（位於大沙灣庄）
  - 陸軍省陸軍運輸部基隆支部（位於二沙灣）
  - 基隆內地移出米檢查所（位於牛稠港庄）
- 車站、燈塔、氣象觀測所
  - 基隆車站
  - 水返腳車站
  - 五堵車站
  - 七堵車站
  - 八堵車站
  - 社藔觀測所
  - 基隆燈臺
  - 鼻頭燈臺

- 專賣局基隆出張所（位於哨船頭）
- 台北地方法院基隆登記所（位於鼻仔頭）
- 台北本金庫基隆支金庫（位於石牌）
- 臨時台灣基隆築港局（位於仙洞庄）
- 基隆海港檢疫所（位於仙洞庄）
- 基隆輸入獸類檢疫所（位於仙洞庄）[6]